# 児玉神社 (藤沢市)
児玉神社（こだまじんじゃ）は、神奈川県藤沢市江の島にある日露戦争で活躍した明治時代の軍人・児玉源太郎を祀った神社である。
児玉がかつて台湾総督として台湾の近代化に努力した縁により台湾の有志から贈られた、口の中の玉が回る名品の狛犬が有名。
神奈川県庁ホームページ「宗教法人名簿（藤沢市）」には、包括団体名「神社神道系単立」、認証年月日昭和28年8月20日と記されている

## 祭神
児玉源太郎を児玉源太郎命（こだまげんたろうのみこと）として祀る。

## 由来
大正7年（1918年）、創建された。
明治42年（1909年）に「児玉神社」が東京都墨田区向島の杉山茂丸邸内に、桂太郎・佐久間左馬太・寺内正毅・後藤新平の発起で造営されたとの報道があるが、本神社との関連は確認できない。
読売新聞大正10年（1921年）7月28日号「大観小観」欄はつぎのように伝える。日露開戦間際の頃、参謀次長となった児玉は、毎日曜日に鎌倉の別荘に静養のため出かけた。しかし、面会希望の者たちが鎌倉に押しかけてくるので、こっそり江の島の山中に閉じ籠もり、おもむろにシベリアの形勢を案じていた。ところが、いつの間にかこの退避先にも「陸軍の諸星や顕官の面々」が押し寄せるので、江ノ島町内では誰であろうかといぶかしんでいると、それが参謀次長児玉源太郎大将と知れて町民は大いに大将を徳とした。そこで「将軍沒後江の島町民は将軍の静養の地を購つて其霊を祀つたが大正七年内務大臣から兒玉神社を公認された」という。
平成28年（2016年）5月より、老朽化による倒壊防止のため神楽殿の解体工事が始まる。平成30年（2018年）7月時点で、解体工事費が不足しており、神社では奉賛を呼び掛けていたが、2020年境内全体が競売にかけられ不動産リゾート会社が落札したため、今後も神社として存続するかは不明である

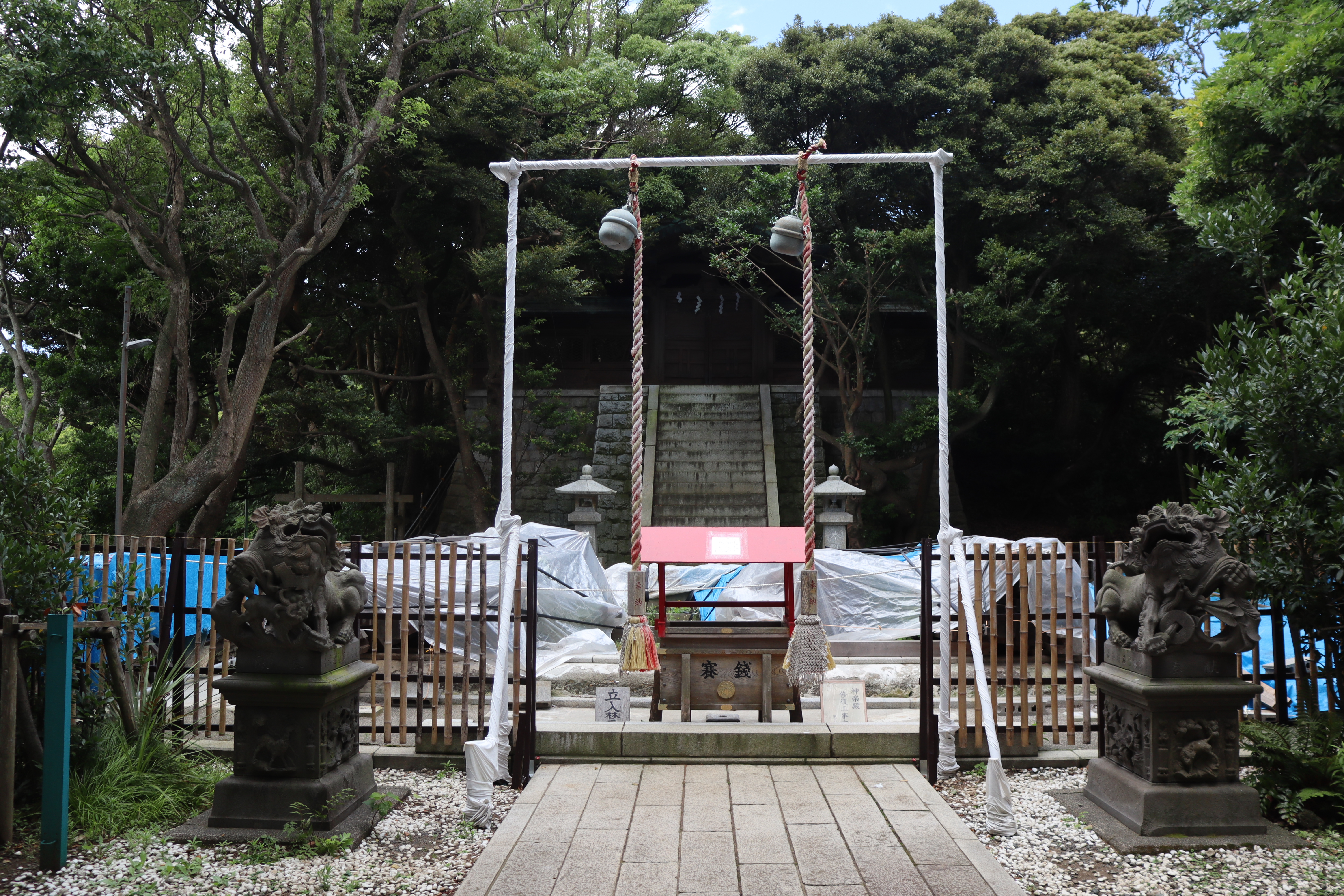
解体修理中の神楽殿

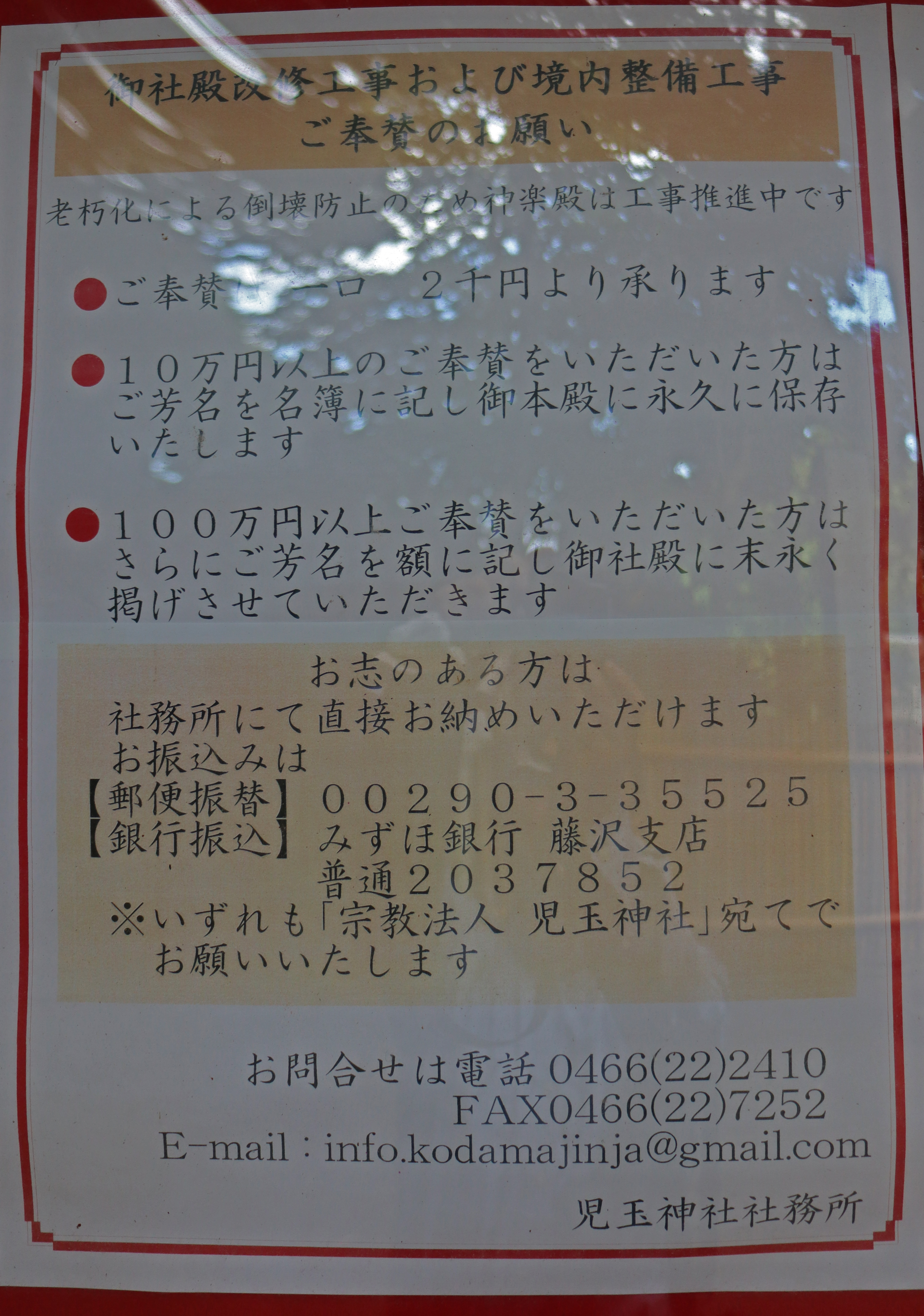
児玉神社入り口の奉賛を呼び掛けるポスター

。

## 境内
- 一の鳥居 - 石造。台湾の婦人会が寄進したもの。
- 爾霊山高地の石塊・棗萩松碑 - 昭和10年（1935年）1月1日 横須賀鎮守府寄贈。爾霊山高地とは日露戦争の激戦地203高地に漢字を当てはめたもの。乃木希典の漢詩による。乃木は台湾総督として児玉の前任者であった。湘南遊歩道路（現・国道134号）開通時に現在の江ノ電駐車センターの所に建てられた乃木希典銅像の傍らにあったものを平成13年（2001年）に移した。
- 後藤新平の詩碑 - 後藤新平は台湾総督児玉源太郎に抜擢されて民政長官に就任した。「森嚴羽衛老將軍。功烈眞兼武與文。造次不離忠孝旨。于花于月又思君。」と刻まれる。
- 山縣有朋歌碑 - 児玉の上司にあたる山縣有朋の歌「越えはまた里やあらむと頼みてし 杖さへ折れぬ老いの坂道」の歌碑。
- 狛犬 - 昭和5年（1930年）に台湾の有志から贈られた、雄が銭を持ち、雌が子供を持っていて、口の中で石の玉を転がしている名品。
- 神楽殿正面扁額 - 平成18年（2006年）7月23日、児玉源太郎歿後100年を記念する例大祭で除幕された扁額で、揮毫は李登輝元中華民国総統。